# Kai Althoff
Kai Althoff (* 1966 in Köln) ist ein deutscher Maler, Installations- und Videokünstler, Fotograf sowie Musiker.

## Leben und Werdegang
Althoffs Werk umfasst künstlerische Tätigkeiten wie Malerei, Zeichnen, Skulptur, Schriftstellerei, Installation, Performance, Theater, Musik und Film.
Ab Mitte der 1990er Jahre präsentierte Althoff seine Werke in diversen Gruppen- und Einzelausstellungen, zunächst in Deutschland, später auch in der Schweiz, den Vereinigten Staaten und Kanada.
2010 sagte Althoff seine Teilnahme an der Documenta 13 kurzfristig ab, sein handgeschriebener Absagebrief wurde so zum Kunstwerk. 2016 stellte er in der MoMA 200 Gemälde, Collagen, Skulpturen und Videos aus drei Jahrzehnten zu einem Gesamtkunstwerk zusammen.
Neben seiner künstlerischen Tätigkeit ist Althoff auch als Musiker aktiv. Neben Soloalben unter Künstlernamen wie Fanal oder Ashley’s veröffentlichte er gemeinsam mit Justus Köhncke als Subtle Tease und mit Christoph Rath, Stefan Mohr und Stephan Abry als Workshop.
Althoff lebte und arbeitete lange in seiner Heimatstadt Köln, bevor er nach New York City umzog.

## Einzelausstellungen (Auswahl)
- 1994: Zur ewigen Lampe. (mit Torsten Slama), Galleri Nicolai Wallner, Kopenhagen
- 1994: Uwe: Auf guten Rat folgt Missetat. Lukas & Hoffmann, Köln
- 1995: Hast Du heute Zeit, Ich aber nicht. Künstlerhaus Stuttgart (mit Cosima von Bonin)
- 1995: Modern wird lahmgelegt. Galerie Buchholz, Köln
- 1995: Kirsche-Jade-Block. (mit Cosima von Bonin), Galerie Christian Nagel, Köln
- 1996: Hakelhug. Galerie Christian Nagel, Köln
- 1997: Hilfen und Recht der äußeren Wand (an mich). Anton Kern Gallery, New York
- 1997: In Search of Eulenkippstadt. Robert Prime Gallery, London
- 1997: Heetz, Nowak, Rehberger. Museu de Arte Contemporânea da USP, São Paulo
- 1998: Reflux Lux. Galerie Neu, Berlin
- 1998: Bezirk der Widerrede. Galerie Buchholz, Köln
- 1999: Ein noch zu weiches Gewese der Urian-Bündner. Galerie Christian Nagel, Köln; Galerie Gabi Senn, Wien
- 2000: Hau ab du Scheusal. Galerie Neu, Berlin; Galerie Ascan Crone, Hamburg; ACME, Los Angeles
- 2001: Impulse. Anton Kern Gallery, New York
- 2001: Aus Dir. Galerie Buchholz, Köln
- 2003: Vom Monte Scherbelino Sehen. Diözesanmuseum Freising, München
- 2004: Kai kein Respekt. MCA, Chicago; ICA Boston, Kat.
- 2004: Immo. Simultanhalle, Köln
- 2007: Kai Althoff: Ich meine es auf jeden Fall schlecht mit ihnen. Kunsthalle Zürich
- 2007: Nick Z & Kai Althoff: We Are Better Friends For It. Gladstone Gallery, New York
- 2008: Kai Althoff. Vancouver Art Gallery, Vancouver BC
- 2011: Kaiki, an exhibition of artist Kai Althoff’s work selected by Saim Demircan. Focal Point Gallery, Southend-on-Sea, UK
- 2011: Punkt, Absatz, Bluemli (period, paragraph, Bluemli). Gladstone Gallery, NY
- 2016/17: and then leave me to the common swifts (und dann überlasst mich den Mauerseglern), MoMA, New York
- 2020/21: Kail Althoff goes with Bernard Leach

## Diskografie (Auswahl)
- 1994: Engelhardt/Seef/Davis Coop. – Untitled (Künstlerhaus Stuttgart)
- 1996: Ashley’s – Cereal Breakfast At Neil’s (Künstlerhaus Stuttgart)
- 1998: Subtle Tease – The Goings Of An Offer (Ladomat 2000)
- 2004: Fanal – Untitled (Neu Records)
- 2008: Fanal – Fanal II (Sonig)
- 2010: Fanal – Fanal III (Sonig)
- 2014: Fanal – Fanal 4 (Sonig)
- 2015: Kai Althoff – Ohne Titel (Vereinsgabe), 2015 (Kölnischer Kunstverein)
- 2020: Kai Althoff – Aber mich macht's traurig (Sonig)